# Баста (Йорданія)
Баста (араб. بسطة) — село та археологічна пам'ятка доби неоліту в Йорданії. Розташована в провінції Маан, за 36 км від старовинного міста Петра. Поселення, що датується 7-м тисячоліттям до н. е., було одним з найперших у світі, де велося сільське господарство, зокрема одомашнене скотарство.

## Опис

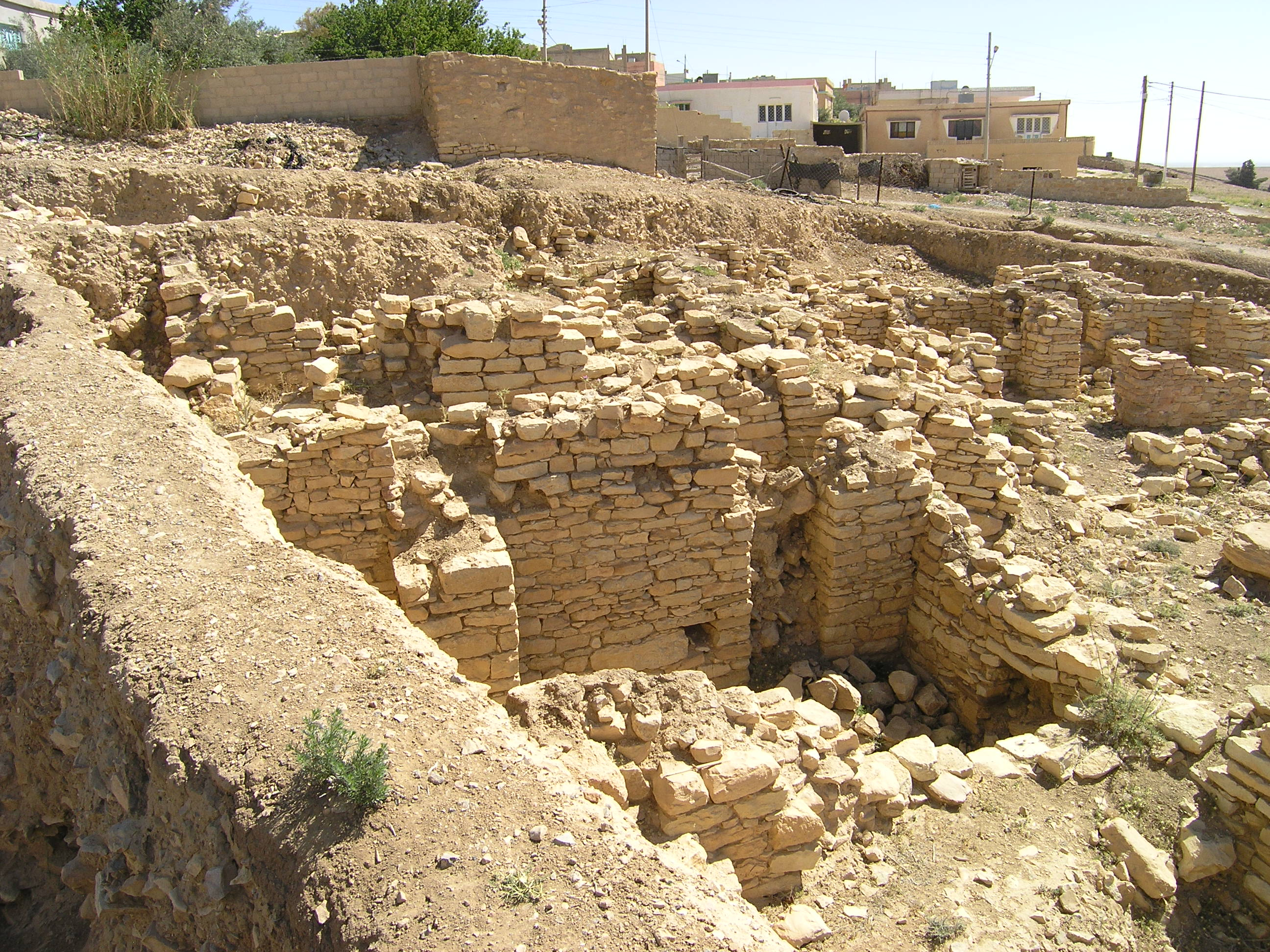
Залишки домівок Басти

Як і сусіднє поселення Бааджа, Баста була заселена близько 7000 року до н. е. та належить до періоду PPNB (докерамічний неоліт В). 
Будинки в Басті мали однакову круглу форми та були побудовані з вапняку та мали дерев'яну підлогу. Оскільки поселення в Басті з'явилося раніше за винайдення кераміки, всі знайдені в ньому інструменти були виготовлені з каменю та кістки. Серед виявлених під час розкопок артефактів були жорна та гранітні наконечники стріл, які відзначаються якістю їхнього виготовлення.
В Басті не було виявлено жодної гробниці. Натомість люди, що її населяли, ховали померлих під своїми будинками, щоб про їхніх предків зберігалася пам'ять. Під час розкопок  було знайдено чимало твариноподібних статуеток із зображенням сидячої газелі, голів вола або корови, ведмедя та барана. Найімовірніше, ці статуетки служили релігійнійним цілям.

## Сучасне поселення
Баста лежить на висоті близько 1460 м над рівнем моря. У сучасному поселенні мешкає 1491 особа. Під час Першої світової війни та Великого арабського повстання в Басті містився головний османський військовий гарнізон.